# Pulluterina nestoris
Pulluterina nestoris är en plattmaskart som beskrevs av Courtenay N. Smithers 1954. Pulluterina nestoris ingår i släktet Pulluterina och familjen Anoplocephalidae. Inga underarter finns listade i Catalogue of Life.